# Joe Mantello
Joseph Mantello, né le 27 décembre 1962, est un acteur et réalisateur américain, principalement connu pour son travail sur les productions de Broadway comme Wicked, Take Me Out et Assassins.

## Biographie
Joe Mantello est né à Rockford, dans l'Illinois. Il est le fils de Judy et Richard Mantello, tous deux possédant des origines italiennes, et il a grandi dans une famille catholique.
Mantello a étudié à la North Carolina School of the Arts. Il a fondé le Edge Theatre à New York avec l'actrice Mary-Louise Parker et l'écrivain Peter Hedges. Il est membre de la compagnie de théâtre Naked Angels et artiste associé à la Roundabout Theatre Company.

### Vie privée
De 1990 à 2002, il a été en couple avec l'acteur, réalisateur, producteur, scénariste et dramaturge américain Jon Robin Baitz. Depuis 2018, il vit avec Paul Marlow, un propriétaire d'une entreprise de vêtements à Manhattan.

## Carrière
Joe Mantello est arrivé à New York en 1984 au milieu de la crise du sida. Il a commencé sa carrière théâtrale en tant qu'acteur dans Walking the Dead de Keith Curran et The Baltimore Waltz de Paula Vogel. Lors de la transition du jeu d'acteur à la réalisation, Mantello a déclaré: « Je pense que je suis devenu un meilleur acteur depuis que j'ai commencé à réaliser, bien que certaines personnes puissent ne pas être d'accord. Depuis que j'ai été retiré du processus, je vois des choses dans lesquelles les acteurs tombent. Maintenant, il y a une partie de moi qui est retirée du processus et qui peut prendre du recul. »
Joe Mantello dirige une variété d'œuvres théâtrales, comme l'a noté le New York Times : "Très peu de réalisateurs américains - Jack O'Brien et Mike Nichols viennent à l'esprit - sautent avec succès les genres et les styles comme le fait M. Mantello, passant d'un film à deux mains comme Frankie and Johnny in the Clair de Lune à l'immense toile d'une comédie musicale grand public comme Wicked".
Mantello a mis en scène la pièce de théâtre Other Desert Cities de Jon Robin Baitz au Booth Theatre en 2011. Il est revenu au théâtre pour la première fois depuis plus d'une décennie avec le rôle de Ned Weeks dans la reprise de The Normal Heart en avril 2011, pour lequel il a été nommé pour le Tony Award de la meilleure performance d'un acteur dans un premier rôle dans une pièce de théâtre. Mantello avait déjà été nommé aux Tony Awards pour son rôle de Louis dans Angels in America.
Il a dirigé la première mondiale Off-Broadway de la comédie musicale Dogfight à l'été 2012 au Second Stage Theatre. En janvier 2013, il a mis en scène The Other Place de Sharr White au Samuel J. Friedman Theatre. En 2014, il a  réalisé la nouvelle comédie musicale de Sting, The Last Ship.
Mantello a joué dans la reprise de La Ménagerie de verre qui a été jouée à Broadway au Belasco Theatre en février 2017. Réalisée par Sam Gold, la pièce met en vedette Sally Field dans le rôle d'Amanda Wingfield, avec Mantello dans le rôle de Tom.
En 2018, Joe Mantello a été intronisé au Temple de la renommée du théâtre américain.

## Théâtre

### En tant que comédien
| Année   | Titre                                   | Rôle          | Auteur             | Lieu                          |
| ------- | --------------------------------------- | ------------- | ------------------ | ----------------------------- |
| 1993    | Angels in America: Millenium Approaches | Louis Ironson | Tony Kushner       | Théâtre Walter Kerr, Broadway |
| 1994    | Angels in America : Perestroïka         | Louis Ironson | Tony Kushner       | Théâtre Walter Kerr, Broadway |
| 2010-11 | The Normal Heart                        | Ned Weeks     | Larry Kramer       | Théâtre John Golden, Broadway |
| 2017    | La Ménagerie de verre                   | Tom Wingfield | Tennessee Williams | Théâtre Belasco, Broadway     |

### En tant que metteur en scène
| Year    | Title                                      | Auteur             | Lieu                                 |
| ------- | ------------------------------------------ | ------------------ | ------------------------------------ |
| 1994    | What's Wrong with This Picture             | Donald Margulies   | Brooks Atkinson Theatre, Broadway    |
| 1995    | Love! Valour! Compassion!                  | Terrence McNally   | Walter Kerr Theatre, Broadway        |
| 1997    | Proposals                                  | Neil Simon         | Broadhurst Theatre, Broadway         |
| 2001    | Design for Living                          | Noël Coward        | American Airlines Theatre, Broadway  |
| 2002    | An Evening with Mario Cantone              | Mario Cantone      | American Airlines Theatre, Broadway  |
| 2002    | Frankie and Johnny in the Clair de Lune    | Terrence McNally   | Belasco Theatre, Broadway            |
| 2003    | Take Me Out                                | Richard Greenberg  | Walter Kerr Theatre, Broadway        |
| 2003    | Wicked                                     | Stephen Schwartz   | Gershwin Theatre, Broadway           |
| 2004    | Assassins                                  | Stephen Sondheim   | Studio 54, Broadway                  |
| 2004    | Laugh Whore                                | Mario Cantone      | Cort Theatre, Broadway               |
| 2005    | Glengarry Glen Ross                        | David Mamet        | Royale Theatre, Broadway             |
| 2005    | The Odd Couple                             | Neil Simon         | Brooks Atkinson Theatre, Broadway    |
| 2006    | Three Days of Rain                         | Richard Greenberg  | Bernard B. Jacobs Theatre, Broadway  |
| 2007    | The Ritz                                   | Terrence McNally   | Studio 54, Broadway                  |
| 2008    | November                                   | David Mamet        | Ethel Barrymore Theatre, Broadway    |
| 2008    | Pal Joey                                   | Richard Rodgers    | Studio 54, Broadway                  |
| 2009    | 9 to 5                                     | Dolly Parton       | Marquis Theatre, Broadway            |
| 2011    | 8                                          | Dustin Lance Black | Eugene O'Neill Theatre, Broadway     |
| 2011    | Other Desert Cities                        | Jon Robin Baitz    | Booth Theatre, Broadway              |
| 2013    | The Other Place                            | Sharr White        | Samuel J. Friedman Theatre, Broadway |
| 2013    | I'll Eat You Last: A Chat with Sue Mengers | John Logan         | Booth Theatre, Broadway              |
| 2014    | Casa Valentina                             | Harvey Fierstein   | Samuel J. Friedman, Broadway         |
| 2014    | The Last Ship                              | Sting / John Logan | Neil Simon Theatre, Broadway         |
| 2015–16 | An Act of God                              | David Javerbaum    | Studio 54, Broadway                  |
| 2015–16 | Airline Highway                            | Lisa D'Amour       | Samuel J. Friedman Theatre, Broadway |
| 2016    | The Humans                                 | Stephen Karam      | Gerald Schoenfeld Theatre, Broadway  |
| 2016    | Blackbird                                  | David Harrower     | Belasco Theatre, Broadway            |
| 2018    | Three Tall Women                           | Edward Albee       | John Golden Theatre, Broadway        |
| 2018    | The Boys in the Band                       | Mart Crowley       | Booth Theatre, Broadway              |
| 2019    | Hillary and Clinton                        | Lucas Hnath        | John Golden Theatre, Broadway        |
| 2020    | Qui a peur de Virginia Woolf ?             | Edward Albee       | Booth Theatre, Broadway              |

## Filmographie

### Acteur

#### Cinéma
- 1989 : Cookie de Susan Seidelman : Dominick

#### Télévision
- 1990 : The Days and Nights of Molly Dodd (série télévisée), saison 4, épisode 3 Here's Why You Can Never Have Too Much Petty Cash : Mickey
- 1991-1998 : New York, police judiciaire (Law & Order) (série télévisée), 2 épisodes : Philip Marco / défenseur public
- 1993 : Les Sœurs Reed (Sisters) (série télévisée), saison 3, épisode 17 Moving Pictures : Adam Olderberg
- 1995 : Central Park West (série télévisée), 3 épisodes : Ian Walker
- 2014 : The Normal Heart (téléfilm) de Ryan Murphy : Mickey Marcus
- 2020 : Hollywood (mini-série télévisée) : Dick Samuels
- 2022 : The Watcher (série télévisée), 5 épisodes : John Graff
- 2022 : American Horror Story (série télévisée), saison 11 NYC : Gino Barelli
- 2024 : Feud (série télévisée), saison 2 Capote vs. The Swans : Jack Dunphy

### Réalisateur

#### Télévision
- 1990 : Three Hotels (téléfilm)

#### Cinéma
- 1997 : Love! Valour! Compassion!
- 2020 : The Boys in the Band (+ producteur)